# Kobe Abelshausen
Kobe Abelshausen (6 mei 2005) is een Belgisch basketballer.

## Carrière
Abelshausen speelde in de jeugd van Wuustwezel BBC en Antwerp Giants. Hij deed in zijn jeugd ook aan atletiek (veldlopen) maar verkoos het basketbal. Bij de Antwerp Giants speelde hij doorheen de jeugdploegen en speelde tot in 2022 voor de tweede ploeg. Hij verliet de Giants voor Limburg United waar hij in het seizoen 2022/23 nog uitkwam voor de tweede ploeg maar al een paar keer een kans kreeg in de eerste ploeg. Ook de volgende seizoenen kreeg hij meer kansen in de eerste ploeg.
Hij verliet Limburg na het seizoen 2024/25 nadat zijn contract niet verlengd werd. Hij tekende voor het seizoen 2025/26 bij Brussels Basketball.

### Nationale ploeg
Abelshausen speelde voor de jeugdploegen van het Belgische nationale team.